# Freie Deutsche Jugend
Freie Deutsche Jugend (FDJ) er en kommunistisk ungdomsorganisation, der var en stor organisation i DDR. I dag er der nogle få hundrede medlemmer, mens der i DDR-tiden var op til 2,3 mio. medlemmer. I DDR var FDJ den eneste statsligt anerkendte og støttede ungdomsorganisation og var det regerende kommunistparti SED's officielle ungdomsorganisation. Som en betydende masseorganisation udgjorde FDJ et vigtigt supplement til skolesystemet i DDR.
Freie Deutsche Jugend var en organisation for unge, både mænd og kvinder, mellem 14 og 25 år og 75 % af DDR's ungdom var medlem af organisationen, hvilket i 1981–1982 svarede til ca. 2,3 millioner medlemmer. Efter at have tilsluttet sig Ernst Thälmann-Pionerbevægelsen, som var for skolebørn mellem 6 og 13 år, sluttede DDR's unge sig normalt til FDJ.
FDJ var udset til at være den "pålidelige hjælper og kampreserve for SED. Organisationen var repræsenteret i DDR's Volkskammer. Det politiske og ideologiske mål for FDJ var at påvirke alle aspekter af livet for unge i DDR, at udbrede Marxisme-leninismen og fremme kommunistisk tankegang. Medlemskabet af FDJ var nominelt frivilligt. Men de, der ikke deltog, mistede adgangen til organiserede ferier og fik svært ved at blive optaget på universiteter og højere læreanstalter, opnå gode jobs osv. Størstedelen af de unge, der nægtede at deltage, henviste til religiøse årsager.
I Vesttyskland var organisationen selvstændigt organiseret under navnet FDJ in Westdeutschland, men blev i 1954 forbudt som stridende mod Vesttysklands forfatning.
Efter DDR's ophør sank FDJ ned i politisk ubetydelighed.

## Forhistorie
FDJ blev grundlagt i januar 1936 ved en sammenlægning af Kommunistischer Jugendverband Deutschlands, Sozialistischer Jugend-Verband Deutschlands og Sozialistische Arbeiter-Jugend som en undergrundsbevægelse i opposition til Hitler og det tyske Naziparti. Det lykkedes dog Gestapo og de tyske myndigheder effektivt at bekæmpe pro-kommunistiske grupperinger, og organisationen forlod derfor Tyskland og oprettede i stedet eksilgrupper i Paris i juni 1936 og i Prag den 8. maj 1938. Senere blev oprettet en gruppe i London. I Storbritannien lykkedes det organisationen at opbygge et stabilt netværk af grupper, der strakte sig til Skotland og andre regioner, hvor organisationen var aktiv indtil 1946.

## Etablering i 1946 i den sovjetiske besættelseszone
Kort inden de ledende partimedlemmer i det tyske kommunistparti KPD drog fra Moskva til Berlin, var der lagt planer for efterkrigstidens ungdomspolitik. Partiet ville ikke at etablere et kommunistisk ungdomsforbund, men ønskede i stedet en "bred anti-imperialistisk demokratisk" ungdomsorganisation under navnet "Freie Deutsche Jugend" (Frie Tyske Ungdom).
I sommeren 1945 var den sovjetiske militære administration i Tyskland (SMAD) orienteret om planerne om en anti-fascistisk ungdomsorganisation, og den 1. september 1945 mødtes repræsentanter for KPD og SPD for at etablere et udvalg for oprettelsen af en ungdomsorganisation i hele den sovjetiske besættelseszone. Selvom SPD også arbejdede med etablering af en egen ungdomsorganisation, tilsluttede SPD's repræsentanter sig grundlæggelsen af organisationen Zentralen Antifaschistischen Jugendausschusses ("Antifa-Jugend"), hvor SPD og KPD havde lige repræsentation i de centrale organer. Erich Honecker fra KPD blev udpeget til leder af forretningsudvalget. Efter KPD havde været i stand til at tage føringen i dannelsen af en ungdomsorganisation anti-fascistiske front i den sovjetiske besættelseszone, fik organisationen i februar 1946 tilladelse fra Moskva til grundlæggelsen af organisationen "Freie Deutsche Jugend". Centralkomiteen erklærede organisationen for stiftet den 24. februar 1946, formelt godkendt af SMAD den 6. marts og offentliggjort næste dag den 7. marts 1946, der anses som den officielle stiftelsesdato.
Statsligt understøttede ungdomsorganisationer havde på daværende tidspunkt en fremtrædende rolle i samfundet som middel til opdragelse af ungdommen. I Nazi-Tyskland havde nazisterne anvendt Hitlerjugend som redskab til politisk opdragelse og i Sovjetuninionen var etableret Komsomol med samme formål.
I 1947 blev avisen junge Welt etableret i den sovjetiske sektor i Berlin. Avisen fungerede som officielt organ for FDJ.

### Formålet de første år
Det oprindelige formål for FDJ i den sovjetiske besættelseszone var oprindeligt og indtil 1949:
1. at bevare Tysklands enhed
2. at vinde den tyske ungdom for de store idealer om frihed, humanisme, et kæmpende demokrati og international fred og venskab mellem folkene
3. aktiv deltagelse af alle unge i genopbygningen af fædrelandet
4. oprettelsen af et nyt Tyskland, hvor ungdommen indrømmes ret til aktiv deltagelse i forvaltningen af det offentlige liv, og hvor alle unge uanset deres oprindelse, formue eller tro sikres muligheden for en god faglig uddannelse, adgang til alle uddannelses- og kulturinstitutioner, lige løn for lige arbejde, passende ferie og hviletid
5. fremme ungdommens samhørighed gennem udvikling af alle livets interesseområder; dannelsen af arbejdsmæssige og sociale interessegrupper af kulturel og sportslig karakter, og fremme af unges friluftsliv.

## FDJ i DDR
Efter DDR's oprettelse i 1949 blev FDJ tilpasset i den nye stat. FDJ havde i DDR til opgave at uddanne og opdrageDDR's ungdom i Marxistisk-Leninistisk tankegang og til at uddanne "klassebevidste socialister", der skulle hjælpe med til at forme et "avanceret socialistisk samfund i Den Tyske Demokratiske Republik". Organisationen betragtede sig selv som "aktiv hjælper og kampreserve" for det regerende kommunistparti SED. FDJ skulle udbygge venskabet med Sovjetunionen, og skulle bestyrke DDR's ungdom i uforsonligheden og hadet mod imperialismen og udvise solidaritet mod alle verdens folk, der kæmper mod imperialismen. I DDR's væbnede organer skulle medlemmer af FDJ stå bag forsvaret for socialismen på samme side som Sovjetunionens Røde Hær. FDJ's brigader bidrog med arbejdskraft i Sovjetunionen til bl.a. opførelsen af Druzjbarørledningen og jernbanen Bajkal-Amur.
FDJ fik også en central rolle i undertrykkelsen af kirkelige ungdomsorganisationer. Kirkens repræsentanter beklagede i 1946, at "FDJ, trods alle forsikringer om frivillighed, blot er en tvangsungdoms- henholdsvis statsungdomsorganisation i nyt udtryk." I 1950'erne blev FDJ medlemmer mobiliseret specifikt mod kirkens ungdomsarbejde.

### Organisationsstruktur
FDJ var som alle partier og masseorganisationer i DDR, og som DDR selv, organiseret efter princippet om demokratisk centralisme. Organisationen var hierarkisk med følgende følgende organisatoriske enheder:
- Gruppe (skoleklasse/seminargruppe, Ungdomsbrigade)
- Afdeling ('Abteilungs-FDJ-Organisation'), Grundorganisation (skole, universitet, virksomhed)
- Kreds ('Kreisleitung', der var kredse inden for Statssikkerhedsministeriet, Folkehæren, i stålindustrien og andre kombinater (virksomhedssammenslutninger i DDR)
- Bezirk (en slags amt) og
- Centralkomitéen med førstesekretæren i spidsen.

Det øverste organ i FDJ var delegeretforsamlingen, der afholdtes hvert fire år. På delegeretforsamlingen blev FDJ's centralkomité valgt. Centralkomitéen havde til huse i Berlin på Unter den Linden og beskæftigede mellem 120 og 130 medarbejdere. Den daglige drift blev varetaget af et af centralrådet udpeget sekretariat på 13 personer, der igen udpegede en første sekretær. Førstesekretær, og dermed leder af FDJ, var i organisationens levetid i DDR bl.a. Erich Honecker, Günther Jahn og Egon Krenz.
Som godkendt masseorganisation blev FDJ i henhold til DDR's forfatning tildelt et på forhånd fastsat antal pladser i DDR's parlament, Volkskammer.

### Medlemskab
Freie Deutsche Jugend i DDR var for unge mellem 14 og 25 år. Medlemskab var frivilligt, men ikke-medlemmer havde vanskeligheder ved at blive optaget på egnede gymnasier og andre uddannelsesinstitutioner, og blev udsat for et hårdt pres fra partitro lærere til at slutte sig til organisationen. Så allerede i slutningen af 1949 havde FDJ mere end en million unge medlemmer, svarende næsten til en tredjedel af DDR's ungdom. I Berlin, hvor der på grund af byens opdeling i sektorer var godkendt andre ungdomsorganisationer, var andelen af unge dog under 5%.
I 1985 havde organisationen omkring 2,3 millioner medlemmer, svarende til omkring 80 procent af DDR's unge mellem 14 og 25 år. De fleste unge forlod FDJ medlemskab efter afslutningen af lærlingeuddannelse eller studier og i forbindelse med indtræden på arbejdsmarkedet. I forbindelse med værnepligt i Nationale Volksarmee blev medlemskabet af FDJ dog normalt genoptaget. Langt flere var medlemmer af FDJ i landdistrikterne end i byerne.
Uniformen i FDJ bestod af en blå FDJ-skjorte - til piger en blå FDJ bluse - med FDJ-emblem med den opgående sol på venstre ærme. Hilsenen mellem FDJ-medlemmer var "Venskab!" (Freundschaft).
FDJ stod bag en række sociale aktiviteter, bl.a. rejser til andre socialistiske lande.

### Efter kommunismens fald
Efter den fredelige revolution i DDR faldt medlemstallet fra november 1989 til november 1990 fra 2,3 millioner til 22.000, , og deres faciliteter og strukturer blev afviklet. Det stadig eksisterende FDJ blev politisk uden betydning.
Efter Tysklands genforening blev FDJ's aktiver lagt under Treuhandanstalts administration. Ungdomsklubber og feriesteder blev overdraget til andre udbydere, lukket eller solgt. Desuden skulle FDJ betale skat af renteindtægterne af deres formue (ca. 300.000 DM) efter lovens bestemmelser. Til sidst blev der indgået et forlig.
Siden 1990 har PDS og dets efterfølger Die Linke ikke længere anerkendt FDJ som deres ungdomsorganisation. FDJ havde sit hovedkvarter i kontordelen af Karl-Liebknecht-Haus fra 1990 til 2007, hvor Die Linke også havde sit hovedkvarter. FDJ er siden flyttet tilbage til Karl-Liebknecht-Haus, hvor FDJ i dag har hovedkvarter.
Organisationen er fortsat aktiv og kæmper for en revolutionær gennemførelse af socialismen i "Forbundsrepublikken og det annekterede DDR".

## FDJ i Vesttyskland
De første afdelingen af FDJ efter krigsafslutningen blev etableret den 9. december 1945 i Düsseldorf i den britiske besættelseszone – tre måneder før FDJ blev grundlagt i den tidligere sovjetiske besættelseszone.
Et år senere blev FDJ også etableret i de øvrige vestlige zoner og den vestlige organisation blev i de første år ledet fra hovedkontoret i Hamborg. De fuldtidsansatte funktionærer tilhørte alle KPD, medlemmerne omkring halvdelen. FDJ beskrev sine vigtigste mål i øst og vest som følger: At opbygge et nyt demokratisk Tyskland, uden fascisme, uden militarisme og uden monopoler, med garanterede sociale rettigheder for børn og unge.
I 1950 havde FDJ ca. 30.000 medlemmer i Vesttyskland, hovedsagelig i fagbevægelsens ungdom.
I Vesttyskland kæmpede FDJ mod tilnærmelse til Vesten og Vesttysklands ønsker om at tilslutte sig forsvarssamarbejdet i Vestunionen og den deraf genoprustning af Vesttyskland. Den vesttyske regering så med skepsis på FDJ's og KPD's aktiviteter, og indførte den 19. september 1950 forbud mod beskæftigelse i den offentlige sektor for medlemmer af FDJ og KPD.
FDJ forberedte en folkeafstemning mod oprustning for på den måde at bremse den vesttyske regerings planer om genoprustning af Vesttyskland og tilslutte sig Vestunionen. De var en udbredte antimilitarisme blandt vesttyske unge i de første efterkrigsår. Den 24. april 1951 vedtog forbundsregeringen en resolution, der forbød folkeafstemningen som stridende mod forfatningen
| Citat | 1. Den folkeafstemning "mod genoprustning og for fred i 1951", der er arrangeret af SED, tyrannen i den sovjetiske zone, har til formål at underminere Forbundsrepublikkens frie demokratiske grundorden gennem fortielse af de forfatningsstridige mål. Gennemførelsen af afstemningen udgør et angreb på forbundets Forbundsrepublikkens konstitutionelle orden. 2. De foreninger, der gennemfører denne aktion, navnlig de udvalg, der er oprettet til dette formål, herunder Foreningen af forfulgte af nazistregimet (VVN), Frei Deutsche Jugend, den Altyske arbejdsgruppe for landbrug og skovbrug og Den tyske arbejderkomité, er rettet mod den konstitutionelle orden, og er derfor forbudt i henhold til forfatningens artikel 9.2 som værende ulovlig. 3. I henhold til § 5 i lov om forbundsstatens og delstaternes samarbejde på området for beskyttelse af forfatningen af 27. september 1950 (BGBl., s. 682) anmodes delstatsregeringerne om at forbyde sådanne sammenslutningers aktiviteter i forbindelse med folkeafstemningen. | Citat |
|       | |       |

Forbuddet mod folkeafstemningen blev samme dag efterfulgt af et forbud mod FDJ i Nordrhein-Westfalen. Den 26. juni 1951 blev FDJ forbudt i hele Vesttyskland ved forbundsregeringens beslutning. Forbuddet mod den vesttyske gren af FDJ blev den vesttyske forfatningsdomstol 16. juli 1954 erklæret at være i overensstemmelse med Forbundsrepublikkens forfatning, idet FDJ's aktiviteter blev anset som forfatningsstridende. Herefter har offentlig brug af FDJ-mærker og symboler i Vesttyskland gjort forbudt på samme måde som brug af hagekors og nazisymboler.
Forbuddet eksisterer også efter den tyske genforening, men henviser efter indenrigsministeriets opfattelse udelukkende til den uafhængige organisation FDJ i Vesttyskland. FDJ's mærker og symboler i Vesttyskland og FDJ's mærker fra DDR-tiden og i dag er dog ens.
I Vestberlin hed SEW's ungdomsorganisation Freie Deutsche Jugend Westberlins (FDJW) indtil 1980.

## Internationalt
Den i DDR etablerede ungdomsorganisation FDJ har siden 1948 været medlem af det kommunistisk dominerede Demokratisk Ungdomsverdensforbund og af Det Internationale Studenterforbund (IUS).
FDJ var en drivende kraft i den praktiske organisering af WDFY's tredje ungdomsfestival, der blev afholdt i Østberlin i 1951. Under festivalen (hvor bl.a. den danske forfatter Martin Andersen Nexø deltog) blev mange deltagere tiltrukket af Vestberlin, hvor der var flere varer og mad, ligesom Vestberlin gav gratis biograf- og teaterbilletter til deltagerne. DDR indstillede herefter driften af U-bahn og S-bahn til Vestberlin, og FDJ, under ledelse af Erich Honecker, sendte herefter 10.000 FDJ-medlemmer til Vestberlin for at marchere, hvor det kom til optøjer.